# Quel che resta di mio marito
(Tagline del film)
Quel che resta di mio marito (Bonneville) è un film del 2006 diretto da Christopher N. Rowley con Jessica Lange, Kathy Bates e Joan Allen.
Il film è stato presentato al Toronto International Film Festival l'11 settembre 2006. È uscito negli Stati Uniti e in Canada nel febbraio 2008. Successivamente è stato lanciato in Australia nel giugno 2008.
In Italia è distribuito dalla Teodora Film, nelle sale il 17 ottobre 2008

## Trama
Arvilla Holden dopo la morte del marito deve prendere un'importante decisione: esaudire l'ultimo desiderio del marito che voleva che le sue ceneri non rimanessero chiuse in un'urna ma fossero disperse perché si sentiva parte del mondo intero, oppure consegnarle alla figlia di suo marito, Francine, che le vuole nella tomba di famiglia. Tra l'altro, se non consegnerà le ceneri, Arvilla perderà la casa che abitava con il marito in quanto Francine farà valere i suoi diritti ereditari non essendoci un testamento in favore della seconda moglie. Arvilla promette che sarà puntuale con l'urna al funerale organizzato da Francine in California. Per affrontare il viaggio chiama le sue due amiche, Margene Cunningham e Carol Brimm e con loro parte verso la California nella sua Bonneville decappottabile rossa.
Le tre hanno sempre vissuto nel piccolo paese di Pocatello, e questo viaggio per Santa Barbara rappresenta per loro un'esperienza ai limiti dello sconvolgente. Attraverso paesaggi mozzafiato, lungo il Bryce Canyon, il Salt Lake, passando per Las Vegas, le tre riscoprono la profonda amicizia che le lega, fino a rivivere, tutte insieme, una "seconda giovinezza".

## Produzione
Il film è stato girato nello Utah, e in particolare nel Parco nazionale del Bryce Canyon, a Lake Powell, Bonneville Salt Flats e Salt Lake City.